# Cillian Vallely

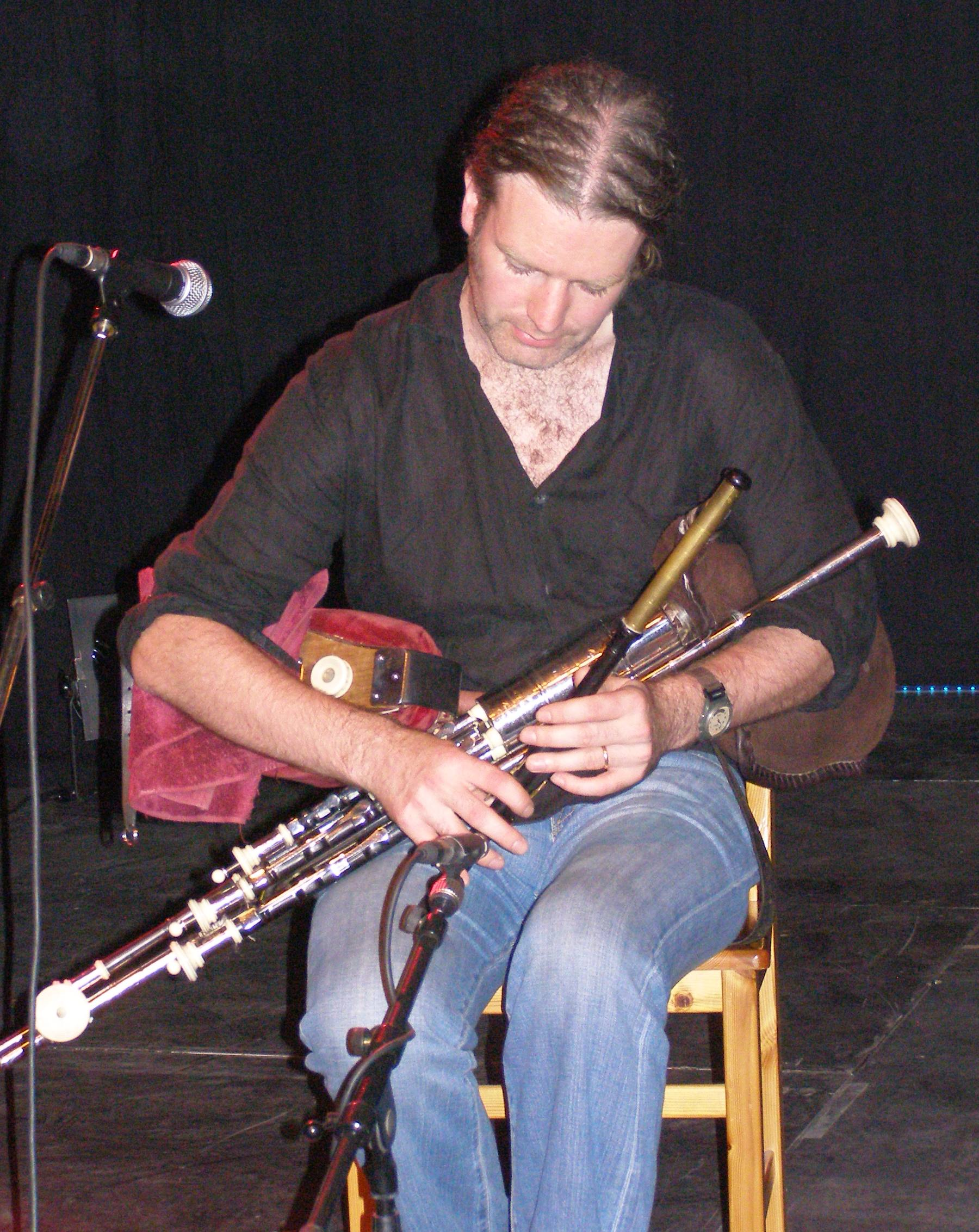
Cillian Vallely

Cillian Vallely is een Ierse bespeler van de uilleann pipes. Hij is geboren in Armagh, Noord-Ierland. Hij leerde het vak van Mark Donnelly. Zijn ouders en zijn broers Niall Vallely en Caoimhín Vallely spelen ook traditionele muziek. Hij is lid van de groep Lúnasa en nam deel aan de Broadway versie van Riverdance. 

## Discografie
- Beyond Words, met broers Niall en Caoimhín Vallely
- Callan Bridge, met Niall Vallely, (2002)
- On Common Ground, met Kevin Crawford (2010)

Met Lúnasa
- The Merry Sisters of Fate (2001)
- Redwood (2003)
- The Kinnitty Sessions (2004)
- Sé (2006)
- The Story so Far (2008)
- Lá Núa (2010

Met verschillende artiesten waaronder Lúnasa
- Untamed - Next Generation Celtic (2001)

- Library of Congress Control Number: no2008039390
- MusicBrainz: 505c4c4a-adcd-44a7-80e4-003195f8cd04
- Virtual International Authority File: 24404232
- WorldCat: E39PBJtxhq8PP8qCj3HkP9Vgrq